# اوروواتس (نیش)
اوروواتس (به صربی: Oreovac) یک منطقهٔ مسکونی در صربستان است که در Pantelej واقع شده‌است.